# Елшанка (река, впадает в Волгоградское водохранилище)
Елшанка — река, правый приток Волгоградского водохранилища, протекает по территории Воскресенского района Саратовской области России. Длина реки — 19 км, площадь водосборного бассейна — 132 км².

## Описание
Елшанка начинается около Гостевки. Генеральным направлением течения реки является северо-запад. Ниже села Букатовка впадает в Терешкинский залив Волгоградского водохранилища на высоте 15 м над уровнем моря.

## Данные водного реестра
По данным государственного водного реестра России относится к Нижневолжскому бассейновому округу, водохозяйственный участок реки — Волга от Саратовского гидроузла до Волгоградского гидроузла, без рек Большой Иргиз, Большой Караман, Терешка, Еруслан, Торгун. Речной бассейн реки — Волга от верхнего Куйбышевского водохранилища до впадения в Каспий.
Код объекта в государственном водном реестре — 11010002212112100010794.